# Ingmar Thilo

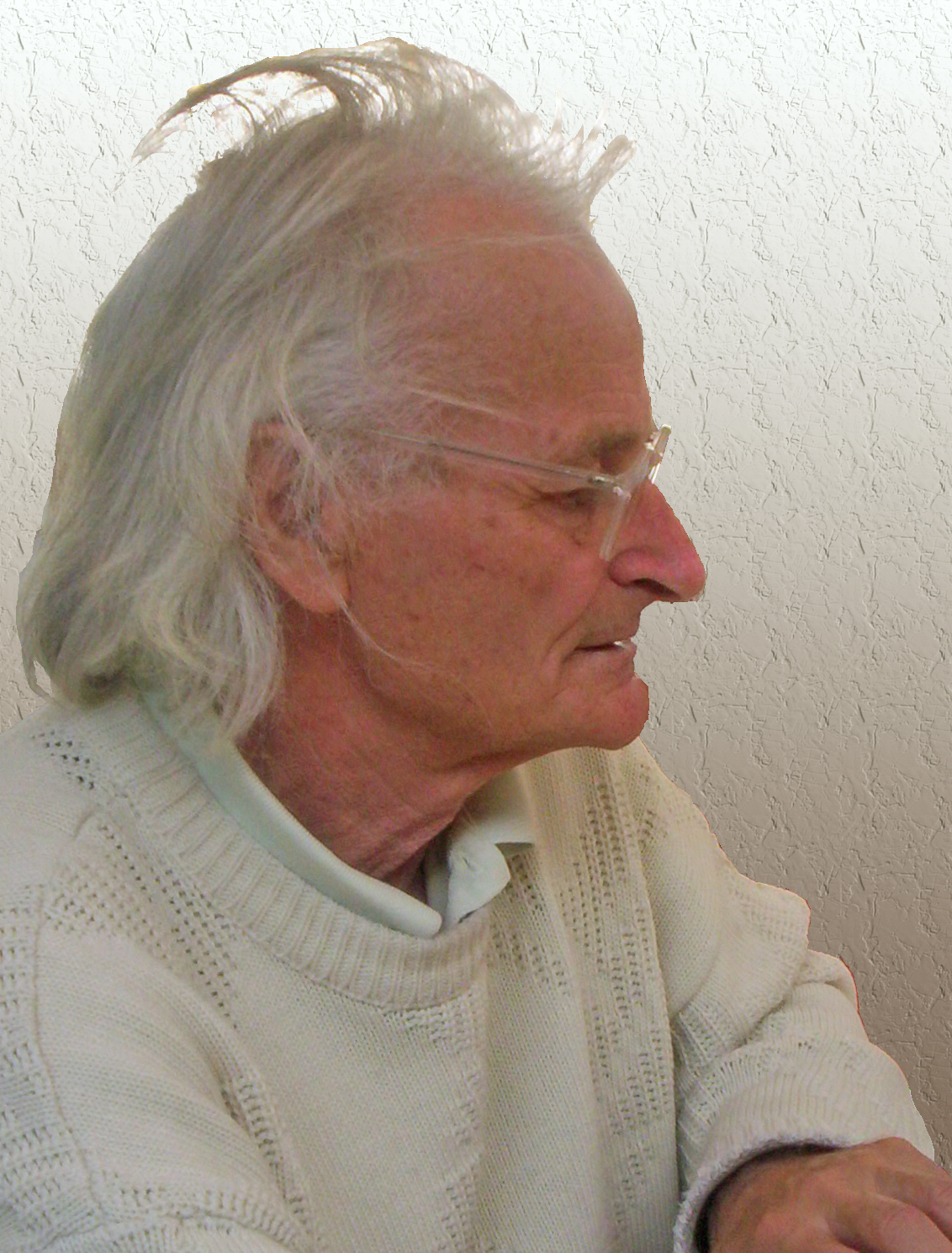
Ingmar Thilo, 2016

Ingmar Thilo (* 15. April 1939 in Berlin; † 19. August 2021) war ein deutscher promovierter Philosoph, Theaterleiter, Regisseur, Puppenspieler und Schauspieler.

## Leben
Ingmar Thilo wurde in Berlin als viertes von fünf Kindern geboren und verbrachte seine ersten Lebensjahre im Vorort Finkenkrug. Sein Vater Hans Georg Thilo war Ingenieur, seine Mutter Ingeborg Thilo, geb. Brüders, Hausfrau. Während des Zweiten Weltkrieges wurde die Familie nach Kleinau in der Altmark evakuiert. Nach Kriegsende zog die Familie nach München. Die Kinder wurden musikalisch und technisch gefördert, erhielten Geigenunterricht und bauten Segelflugzeuge, Seifenkisten-Autos, Boote, Kräne und Baumhäuser.
Nach der Grundschule besuchte Thilo das humanistische Ludwigsgymnasium, wo er 1958 das Abitur machte. An der Ludwig-Maximilians-Universität studierte er Philosophie mit den Nebenfächern Psychologie und Physik.
1965 heiratete er seine erste Frau Gisela, mit der er einen Sohn und eine Tochter hatte.
Während einer längeren Reise in einem umgebauten Bauwagen nach Frankreich und Italien beendete Ingmar Thilo seine Doktorarbeit mit dem Titel „Vom Fragen“. 1969 wurde er zum Doktor der Philosophie promoviert.
Ab 1970 studierte er im Zweitstudium Theologie in Heidelberg, Erlangen und Bochum. Nach dem Abschlussexamen 1972 wurde er als Lehrvikar bei der evangelischen Kirche aufgenommen, brach diese Tätigkeit aber nach drei Monaten ab. Stattdessen folgte er seiner Frau für ein Jahr nach Bari und studierte während dieser Zeit die Werke verschiedener Philosophen, insbesondere Hegel.
1973 zog die Familie zurück nach München, 1974 nach Roth in Franken. Er studierte dort weiter die Werke von Hegel, Diogenes und die der amerikanischen Philosophin und Frauenrechtlerin Mary Daly. Freischaffend arbeitete er als Lektor und überarbeitete Werke anderer Kollegen.
Er beschäftigte sich mit der aufkommenden Computertechnik, erfand einige elektronische Geräte bis zur Patentreife und schrieb zahlreiche Artikel für die Zeitschriften mc, Elektronik, Funkschau und c’t. Zwischenzeitlich nahm er eine Anstellung bei Grundig an und arbeitete fast zwei Jahre als elektrischer Reparateur im Akkord. Zur gleichen Zeit entwickelte er einen „neuartigen, programmierbaren, elektronischen Impulsumsetzer zur Anpassung des Tachometers an verschiedene Radgrößen“ und einen „elektronischen Impulsabnehmer zur Gewinnung des Tachometersignals“, beides für Renn-Maschinen von BMW.
Im Jahr 1989 trennte sich das Ehepaar, Ingmar Thilo zog wieder nach München. Dort lernte er am Münchner Marionettentheater die Kunst des Puppenspiels. Hier lernte er auch seine neue Lebensgefährtin und zweite Ehefrau, die Bildhauerin Manuela Clarin, kennen, mit der er einen weiteren Sohn bekam.
Die beiden arbeiteten bei der „Pädagogischen Aktion“ mit, bauten mit Kindern Marionetten und entwickelten dafür Theaterstücke. Zudem traten sie der Marionettenschule der Münchener Biennale bei, die vom Komponisten Hans Werner Henze geleitet wurde.
1994 wurde Ingmar Thilo an zwei Puppenopern der Münchner Biennale mit Hauptrollen besetzt: in Jörg Widmanns Oper „Der Stimmbruch“ (Regie: Tanja Gronde) und in Lucia Ronchettis Oper „Die Nase“, nach Nikolai Gogols gleichnamiger Erzählung (Regie: Peter Geierhaas).
1996 wurde in Zusammenarbeit mit dem Komponisten Matthias Nawa die Realisierung des ersten eigenen Theaterstücks in Form einer Inszenierung mit Puppen, Musik und ohne Worte beschlossen. Als Stoff wurde der altgriechische Mythos von Orpheus und Eurydike gewählt, wobei Thilo Eurydike zur Hauptfigur machte. Titel der ersten Produktion war „Eurydike, ein Musical für Stabpuppen“. Das eigene Theater erhielt den Namen „Münchner Galerie Theater“. Thilo übernahm die Regie, Interpretation und Technik, seine Partnerin Bühnenbild, Kostüme, Figuren und Plakate.
1997 wurde Dürrenmatts „Minotaurus“ verwirklicht. Die Premiere fand im damaligen „Ludwig-Thoma-Theater“ statt. Alle Figuren waren Marionetten, nur Ariadne wurde von einer Tänzerin dargestellt, eine Erzählerin, begleitet durch die komponierte Musik von Werner Suschko, las Dürrenmatts Text.
Im Jah 2000 fand im „Bürgerhaus Gräfelfing“ die Premiere von „Faust I“ mit Musik von Lenz Schuster und Niel Mitra statt. Es folgten Gastspiele in Essen, Augsburg, Starnberg und das „Festival von Avignon“. 2003 fand die Premiere von „Faust II“ in der Münchner „Black Box“ im Gasteig statt.
Dazwischen wurden drei weitere Stücke inszeniert: 2001 Carole Fréchettes Schauspiel für zwei Personen „Elisas Haut“, das von der Botschaft von Kanada und dem Kulturbüro von Québec gefördert wurde, 2002 Ingeborg Bachmanns „Der gute Gott von Manhattan“ mit der Musik von Niel Mitra und Lenz Schuster sowie sechs Schauspielern und 2003 das erste Kinderstück „Pit Pikus und die Möwe Leila“, ein Märchen von Friedrich Wolf, gespielt von Ingmar Thilo und Manuela Clarin mit Papierfiguren.
2004 fanden die einmalige Lesung „Camille Claudel“ und das japanische Märchen „Der weiße Kranich“, 2005 Bertolt Brechts Schauspiel „Turandot, oder der Kongress der Weißwäscher“ statt, 2006 das Märchen „Rapunzel“, mit Marionetten, von den Gebrüdern Grimm, 2007 „Pauline und der Spiegelsee“, eine Geschichte mit Licht und Schatten, von James Krüss und 2008 „Der falsche Prinz“, wieder ein Kindermärchen, diesmal von Wilhelm Hauff und mit Marionetten.
2009 folgten zwei Maskentheater und beide Stücke befassten sich mit dem Thema Flucht, „Die Schutzflehenden“ von Aischylos, ein Schulprojekt mit einer sechsten Klasse einer Realschule, und „Butterfly Blues“ von Henning Mankell. 22 Rollen, gespielt von vier Schauspielern. 2010 wurden zwei Hans-Christian-Andersen-Märchen auf die Bühne gebracht.
Ingmar Thilo und seine Partnerin veranstalteten von 2007 bis 2014 jeden Dienstag, in Zusammenarbeit mit dem Kulturhaus Neuperlach, das Projekt „Kinder machen Theater“. Die Kinder bauten unter deren Anleitung Puppen und Bühnenbild und führten abends eine kleine, eigene Aufführung auf. Außerdem fing Ingmar Thilo ab 2006 mit seiner Statisten- und Kleindarsteller-Tätigkeit an. In einigen Krimis war er im Fernsehen zu sehen und an den „Münchner Kammerspielen“, dem „Residenztheater“, dem „Gärtnerplatztheater“ und der „Bayerischen Staatsoper“ war er zu Gange.
2011 stand eine neue Regie bevor: Schillers „Maria Stuart“ mit neun Schauspielern. 2012 wurde „Die Nachtigall und die Rose“ nach einem Märchen von Oscar Wilde mit der Musik von Alex Sporer und einer Tänzerin realisiert. 2013 nahmen sich die beiden Friedrich Dürrenmatts anspruchsvolles, selten gespieltes Stück, „Frank der Fünfte. Oper einer Privatbank“ vor, das schon zu des Dichters Lebzeiten ein Skandal war und in die Zeit der „Bankenkrise“ passte.
Für die Weihnachtszeit wurde „Pumuckl und die Christbaumkugeln“ von Ellis Kaut ausgewählt. Ingmar Thilo spielte den Meister Eder und Manuela Clarin führte die Marionette des Pumuckl. Die Stimme des Pumuckl war die Original-Stimme von Hans Clarin und kam von einem Tonabnehmer-Gerät, das am Spielkreuz angebracht war. Manuela Clarin sprach stumm, aber mit Mundbewegungen, den Text mit, weil so die Illusion der direkt gesprochenen Sprache vermittelt werden sollte. Es folgten bald noch zwei weitere Pumuckl-Geschichten: „Pumuckl und die Maus“ und „Pumuckl und die Katze“.
2018 wurde anlässlich des „Münchner Faust-Festivals“, das von der Hypo-Kunsthalle organisiert wurde, zum letzten Mal „Faust I“ und „Faust II“ aufgeführt. Im „Pepper-Theater“ und in der „Black-Box“. Im Winter 2018 ging Ingmar Thilo nach Berlin. Die „Volksbühne“ stellte ihn als Schauspieler für Susanne Kennedys und Markus Selgs Performance „Coming Society“ unter Vertrag.
Da das Weihnachtsstück „Pumuckl und die Christbaumkugeln“ und alle anderen Pumuckl-Geschichten bis auf Weiteres nicht mehr gespielt werden durften, da das Münchner „Gärtnerplatztheater“ sich die ausschließlichen Rechte für München reserviert hatte, kam dieses Berliner Intermezzo gerade recht. Es trat eine längere Spielpause des eigenen „Münchner Galerie Theaters“ ein und dann erschien unerwartet das Corona-Virus und alle Auftritte waren unmöglich. Erst ab Januar 2021 stand Ingmar Thilo wieder auf der Bühne. An der „Bayerischen Staatsoper“ wurde die neue „Rosenkavalier“-Inszenierung von Barrie Kosky geprobt, in der er den alten „Amor“ verkörperte, der das komplette Geschehen auf der Bühne begleitet. Aus COVID-19-Gründen wurde diese Premiere nicht vor Publikum aufgeführt, sondern nur als Fernsehaufzeichnung ungefähr zwei Wochen lang gezeigt. Am 19. August 2021 verstarb Ingmar Thilo im Alter von 82 Jahren.

## Produktionen am Münchner Galerie Theater
- „Eurydike“: 1996, ohne Worte, Regie: Ingmar Thilo, Komposition: Matthias Nawa, Bühnenbild: Manuela Clarin, 4 Puppenspieler, 37 Vorstellungen
- „Minotaurus“: 1997, von Friedrich Dürrenmatt, Regie: Ingmar Thilo, Komposition: Werner Suschko, Bühnenbild: Manuela Clarin, 2 Marionettenspieler, 1 Tänzerin, 1 Leserin, Rechte: Diogenes-Verlag, 34 Vorstellungen
- „Faust I“: 2000, von Johann Wolfgang Goethe, Regie: Ingmar Thilo, Komposition: Lenz Schuster und Niel Mitra, Bühnenbild: Manuela Clarin, 6 Schauspieler, 3 Puppenspieler, 92 Vorstellungen
- „Elisas Haut“, 2001, von Carole Fréchette, Regie: William Lambert und Ingmar Thilo, Bühnenbild: Manuela Clarin, 2 Schauspieler, 11 Vorstellungen
- „Der gute Gott von Manhattan“: 2002, von Ingeborg Bachmann, Regie: Ingmar Thilo, Komposition: Niel Mitra und Lenz Schuster, Bühnenbild: Manuela Clarin, 6 Schauspieler, Rechte: Piper-Verlag, 6 Vorstellungen
- „Pit Pikus und die Möwe Leila“: 2003, von Friedrich Wolf, Regie: Ingmar Thilo und Raphaela Zick. Bühnenbild: Manuela Clarin, 2 Puppenspieler und Erzähler, Rechte: henschel-Verlag, 146 Vorstellungen
- „Faust II“: 2003, von Johann Wolfgang Goethe, Regie: Ingmar Thilo, Komposition: Lenz Schuster und Niel Mitra, Bühnenbild: Manuela Clarin, 8 Schauspieler, 1 Puppenspieler, 36 Vorstellungen
- „Camille Claudel“: Vortrag und Lesung aus ihren Briefen, 2004, Regie: Ingmar Thilo, 2 Vortragende, Rechte: Fischer-Verlag, 1 Vorstellung
- „Der weiße Kranich“: 2004, jap. Märchen, Regie: Ingmar Thilo, Bühnenbild: Manuela Clarin, 2 Puppenspieler, Erzähler, 123 Vorstellungen
- „Turandot oder der Kongress der Weißwäscher“: 2005, von Bertolt Brecht, Regie: Ingmar Thilo, Komposition: Lenz Schuster und Niel Mitra, Bühnenbild: Manuela Clarin, 11 Schauspieler, Rechte: Suhrkamp-Verlag, 9 Vorstellungen
- „Rapunzel“: 2006, von Gebrüder Grimm, Regie: Ingmar Thilo, Bühnenbild: Manuela Clarin, 2 Puppenspieler: und Erzähler, 286 Vorstellungen
- „Pauline und der Spiegelsee“: 2007, von James Krüss, Regie Ingmar Thilo, Bühnenbild: Manuela Clarin, 2 Puppenspieler und Erzähler, Rechte: Bastei-Lübbe-Verlag, 81 Vorstellungen
- „Der falsche Prinz“: 2008, von Wilhelm Hauff, Regie: Ingmar Thilo, Bühnenbild: Manuela Clarin, 2 Puppenspieler und Erzähler, 195 Vorstellungen
- „Die Schutzflehenden“: 2009, von Aischylos, Regie: Ingmar Thilo, Bühnenbild: Manuela Clarin, Maskentheater mit den Schülern der sechsten Klasse der Ludwig-Thoma-Realschule in München, Clarin, 4 Schauspieler, 3 Vorstellungen
- „Butterfly Blues“, 2009, von Henning Mankell, Regie: Ingmar Thilo, Bühnenbild: Manuela Clarin, Maskentheater mit 4 Schauspielern, Rechte: Fischer-Verlag, 10 Vorstellungen
- „Die Prinzessin auf der Erbse“: 2010, von Hans Christian Andersen, Regie Ingmar Thilo, Bühnenbild: Manuela Clarin, 2 Puppenspieler und Erzähler, 1 Vorstellung
- „Des Kaisers neue Kleider“: 2010, von Hans Christian Andersen, Regie: Ingmar Thilo, Bühnenbild: Manuela Clarin, 2 Puppenspieler und Erzähler, 169 Vorstellungen
- „Maria Stuart“: 2011, von Friedrich Schiller, Regie: Ingmar Thilo, Bühnenbild: Manuela Clarin, 7 Schauspieler, 18 Vorstellungen
- „Die Nachtigall und die Rose“: 2012, von Oscar Wilde, Regie: Ingmar Thilo, Komposition: Alex Sporer, Bühnenbild: Manuela Clarin, 1 Pianist, 1 Erzähler, 1 Tänzerin, 1 Puppenspieler, 11 Vorstellungen
- „Frank V.“: 2013, von Friedrich Dürrenmatt, Regie: Ingmar Thilo, Komposition: Paul Burkhard, Bühnenbild: Manuela Clarin, 1 Pianistin, 11 Schauspieler, Rechte: Felix-Bloch-Erben, 9 Vorstellungen
- „Pumuckl und die Christbaumkugeln“: 2013, von Ellis Kaut, Regie: Ingmar Thilo, Bühnenbild: Manuela Clarin, 1 Schauspieler, 1 Puppenspieler, Rechte: Ahn & Simrock, 121 Vorstellungen
- „Pumuckl und die Maus“: 2014, von Ellis Kaut, Regie: Ingmar Thilo, Bühnenbild: Manuela Clarin, 1 Schauspieler, 1 Puppenspieler, Rechte: Ahn & Simrock, 155 Vorstellungen
- „Pumuckl und die Katze“: 2015, von Ellis Kaut, Regie: Ingmar Thilo, Bühnenbild: Manuela Clarin, 1 Schauspieler, 1 Puppenspieler, Rechte: Ahn & Simrock, 102 Vorstellungen

## Gastspiele in
München, Augsburg, Essen, Berlin, Würzburg, Bubikon (Schweiz), Ulm, Sylt, Langeneß, Avignon, Roth, Wendelstein, Starnberg, Pullach, Irschenhausen, Erding, Kulturinsel bei Görlitz, St. Oswald, Gräfelfing, Fürstenfeldbruck

## Mitwirkung in anderen Theaterproduktionen
- „Der Kirschgarten“, von Anton Tschechow, 2006, Regie: Lars-Ole Walburg, „Münchner Kammerspiele“, Statist
- „M8 MIT - das Festival“, 2006, Leitung: Anna Böger, „Münchner Kammerspiele“
- „Chowanschtschina“, von Mussorgsky, 2007, Regie: Dmitri Tcherniakov, Dirigent: Kent Nagano, „Bayerische Staatsoper“, Statist
- „Nabucco“, von Giuseppe Verdi, 2008, Regie: Yannis Kokkos, Dirigent: Paolo Carignani, „Bayerische Staatsoper“, Statist
- „Trouble in Tahiti“, von Garth Edwin Sunderland, 2009, Regie;: Schorsch Kamerun, Dirigent: Kent Nagano, „Cuvilliés Theater“, Statist
- „Don Giovanni“, von W. A. Mozart, 2009, Regie: Stefan Kimmig, Dirigent: Kent Nagano, „Bayerische Staatsoper“, „Alter Ego des Don Giovanni“
- „Anna wird alt“, 2009, Regie: Horst Koniezny, Choreographie: Lenka Flory, „Bayerisches Staatsballett“ in der Muffathalle,
- „Narrenschiffe“, von Lucia Ronchetti, 2010, Regie: Barbara S. Weber, Musikal. Leitung: Christopher Ward, Straßentheater der „Bayerische Staatsoper“, Statist
- „Freundschaft“, 2010, inspiriert von Verdis „Don Carlos“, Regie: Barbara Weber, „Bayerische Staatsoper“, „Schachspieler“
- „Die schweigsame Frau“, von Richard Strauss, 2010, Regie: Barrie Kosky, Dirigent: Kent Nagano, „Bayerische Staatsoper“, Statist
- „Tosca“, von Giacomo Puccini, 2010, Regie: Luc Bondy, Dirigent: Fabio Luisi, „Bayerische Staatsoper“, „Bischof“
- „Die Frau ohne Schatten“, von Richard Strauss, 2013, Regie: Krzysztof Warlikowski, Dirigent: Kirill Petrenko, „Bayerische Staatsoper“, Statist
- „Der Sturm“, von William Shakespeare, 2013, Regie: Gísli Örn Garðarsson, „Münchner Residenztheater“, im Marstall, Statist
- „Die Entführung aus dem Serail“, von W. A. Mozart, 2014, Regie: Stephanie Mohr, Dirigent: Marco Comin, „Staatstheater am Gärtnerplatz“ im „Cuvilliéstheater“, Statist
- „Der Rosenkavalier“, von Richard Strauss, 2014, Regie: Otto Schenk und Jürgen Rose, Dirigent: Peter Schneider, „Bayerische Staatsoper“, Statist
- „Die Zauberflöte“, von Wolfgang Amadeus Mozart, 2013, Regie: August Everding, Dirigent: Ivor Bolton, „Bayerische Staatsoper“, Solist, „3. Priester“
- „Warum läuft Herr R. Amok?“, von Rainer Werner Fassbinder und Michael Fengler, 2014, Regie: Susanne Kennedy, „Münchner Kammerspiele“, Kleindarsteller
- „Lamettaregen“, von Elke Bauer, 2015, „Werkraumtheater der Münchner Kammerspiele“, Darsteller
- „Der feurige Engel“, von Sergej Prokofjef, 2015, Regie: Barrie Kosky, Dirigent: Vladimir Jurowskski, „Bayerische Staatsoper“, Statist
- „Die Selbstmordschwestern“, nach Jeffrey Eugenides, 2017, Regie: Susanne Kennedy, „Münchner Kammerspiele“, Kleindarsteller
- „Coming Society“, von Susanne Kennedy und Markus Selg, 2019, „Volksbühne“, Berlin, Schauspieler
- „Der Rosenkavalier“, von Richard Strauss, 2021, Regie: Barrie Kosky, Dirigent: Vladimir Jurowski, „Bayerische Staatsoper“, „Amor“ oder „Cupido“

## Veröffentlichungen
- „Vom Fragen“, 1969, GRIN Publishing GMBH, ISBN 978-3-346-30954-9
- „Das Paradies“, Kindle-Verlag, 2020, ISBN 979-8-5876-0854-2
- „Intelligenz in Bits und Bytes“, 2011, GRIN Publishing GMBH, ISBN 978-3-638-93884-6
- „Zur Möglichkeit einer Interpretation der Schlussszene des Faust von J. W. Goethe“, Kindle-Verlag, 2016, ISBN 978-3-668-27726-7
- „c‘t“, 23 / 2006, S. 220, „Brainstorming“, Oliver Lau und Ingmar Thilo
- „Elektronik“, 4 / 1984, S. 14, „Innovationsforschung als Schnittstelle“
- „Elektronik“, 26 / 1984, S. 24, „Die Handbibliothek auf Videokassette“
- „video“, 1 / 1981, S. 28, „Videokassette als Datenspeicher“,
- „mc“, 3 / 1982, S. 64, „Typenrad-Schreibmaschine als Ein-/Ausgabe-Terminal“
- „mc“, 3 / 1984, S. 90, „300 MByte auf einer Kassette“
- „mc“, 7 / 1982, S. 59, „6800-Programm für Typenrad-Schreibmaschine“
- „mc“, 3 / 1981, S. 52, „Datenspeicherung mit Videorekorder“
- „mc“, 2 / 1981, S. 62, „Videorekorder als schnelle Datenspeicher“
- „Funkschau“, 1 / 1983, S. 57, „Schnitt exakt plaziert“
- „Funkschau“, 7 / 1982, S. 81, „Pseudo-Insertschnitt“

## Bilder

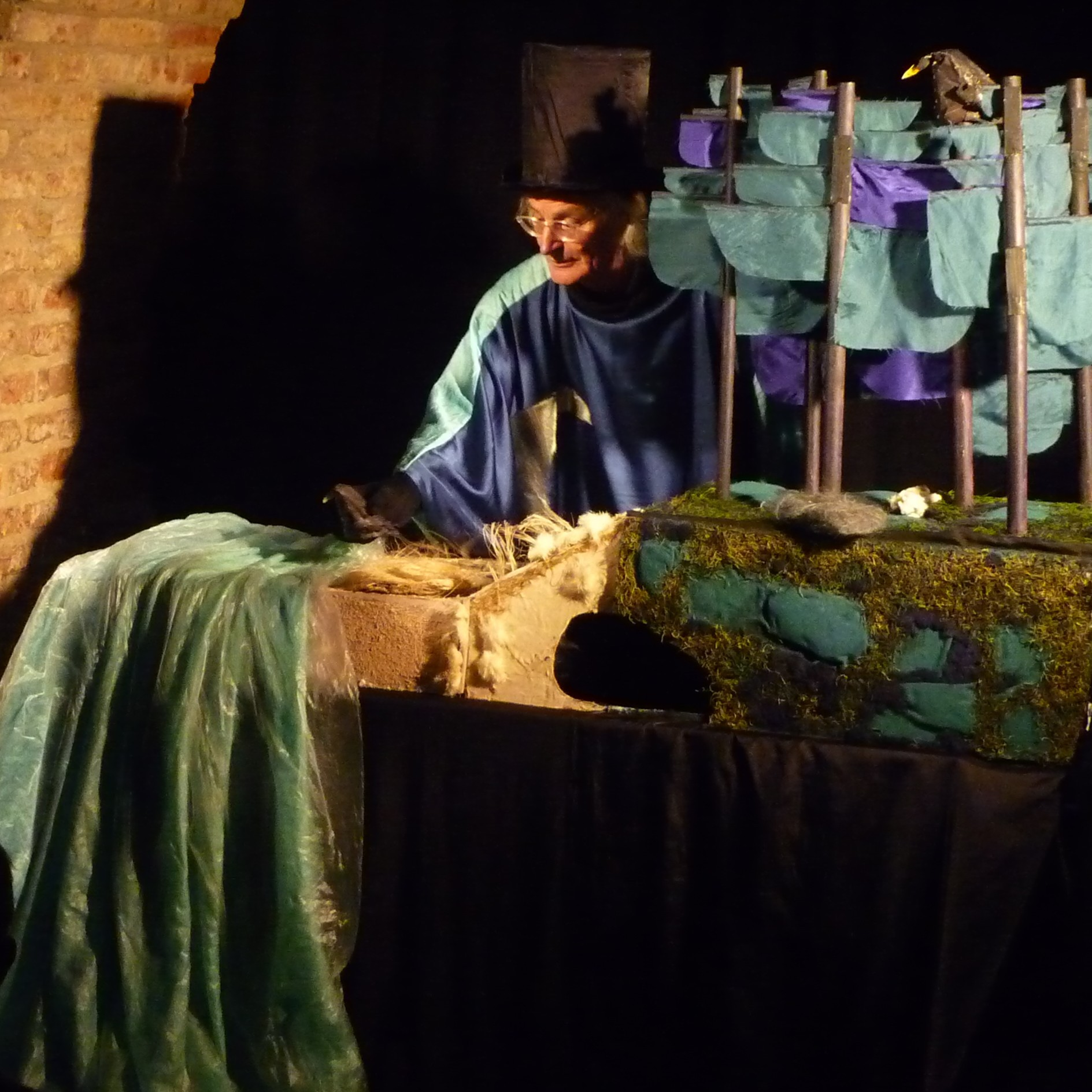
Ingmar Thilo spielt in „Pit Pikus und die Möwe Leila“, von Friedrich Wolf, den Specht „Pit Pikus“
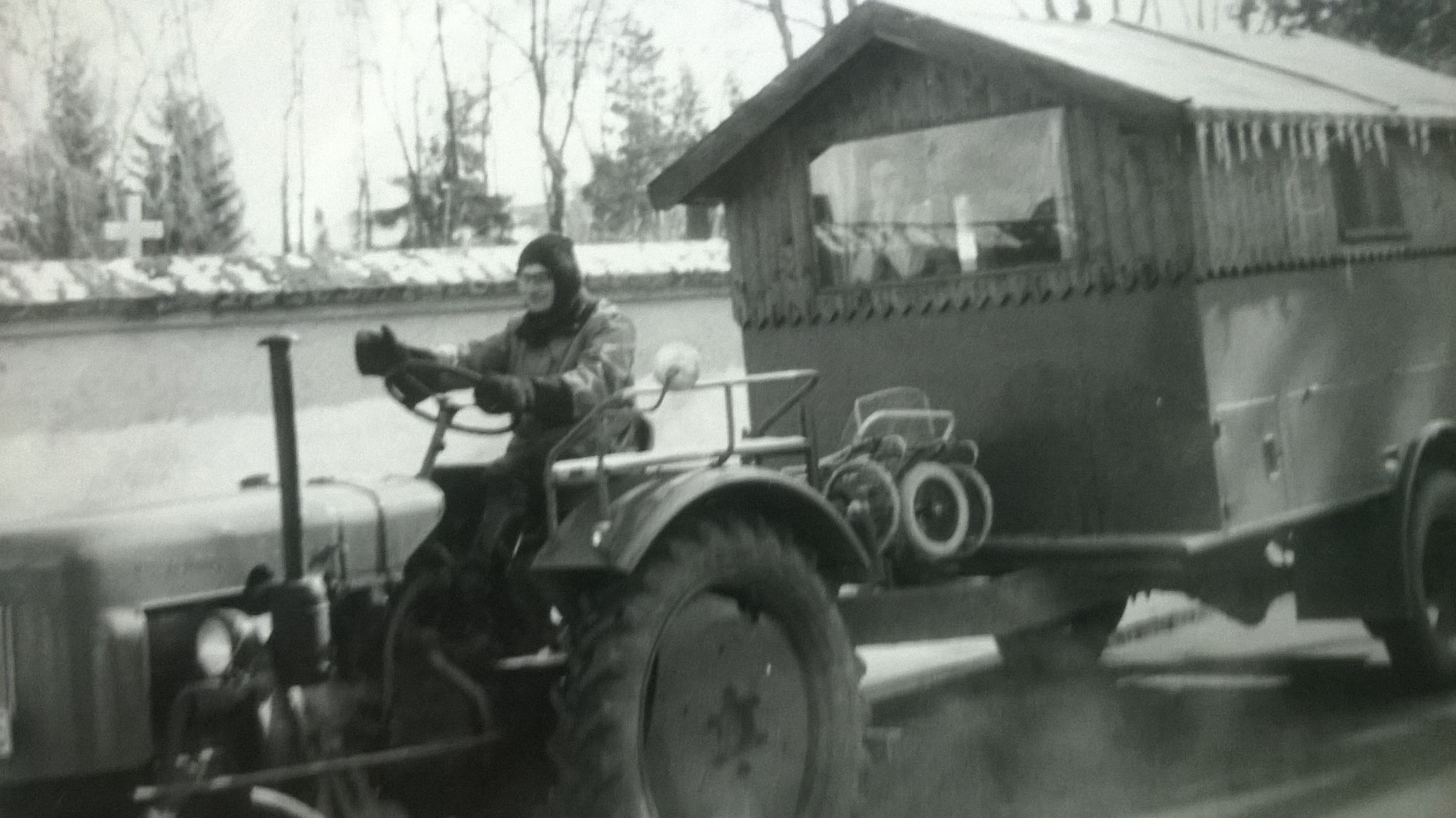
Ingmar Thilo fährt mit dem Traktorhäuschen